# アナトー
アナトー（annatto）とは、ベニノキの種子から抽出される色素である。このため、しばしばアナトー色素と「色素」を付けて呼ばれる場合もある。

## 構造・性質

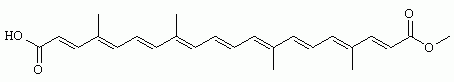
ビキシンの構造式

アナトーを化学構造で分類すると、カロテノイド系色素と言える。ただし、アナトーは単一の化合物ではなく、カロテノイド系色素のビキシンやノルビキシンを主成分とする。分子内に共役系の伸びている箇所が存在し、ここがヒトの可視光の波長域の光を吸収するために、色素として使用できる。
また、ビキシンの構造から明らかなように、アナトーは本来は脂溶性の色素である。ビキシンは分子内にエステル結合を有しており、これは塩基を用いれば、比較的容易に加水分解できる。加水分解すると、カルボキシ基が現れるので、幾分ながら水溶性が向上する。さらに、この分子内のカルボキシ基を利用して、ナトリウムやカリウムなどと塩にすると、その水溶性は大きく向上する。いわゆる「水溶性アナトー」などと呼ばれる物は、このように塩の形にして、水溶性を向上させたアナトーを指す。

## 製法
アナトーはベニノキの種子から抽出する。その際に、アナトーの脂溶性を利用して、油脂などで抽出する方法もある。一方で、水溶性アナトーを製造するのであれば、水酸化ナトリウムなどで塩基性にした水で抽出したりする。

## 用途と使用基準

### 食品添加物
アナトーは黄色から赤色の着色料として食品添加物として用いられる場合がある。その場合には「アナトー」や「アナトー色素」などと表示される。
食品添加物としては、アナトーを水溶性に加工した「水溶性アナトー色素」が、長く使用されてきた。アナトーを食品添加物として使用する場合には、使用基準が設けられている。具体的には、コンブ、海苔、ワカメ、食肉、クジラ肉、鮮魚介類、お茶、野菜、豆類には、使用してはならないと定められている。日本では食品添加物として使用するアナトーを「天然着色料」の1つとして分類している。なお、日本では、1991年6月までは天然着色料を使用していても表示義務は無かったものの、1991年7月以降は、天然着色料・合成着色料を問わず、着色料を使用した場合には、表示義務が課された。

### 化粧品
化粧品の中でも口紅などに色素として、アナトーが配合される場合もある。